# Islas Pedagne
Las Islas Pedagne son un pequeño archipiélago que cierra el puerto de Bríndisi y lo divide del mar Adriático.
Actualmente cinco de las seis islas son zona militar, dado que albergan un cuartel de adiestramiento del 1º Reggimento "San Marco" de la Marina Militar Italiana.

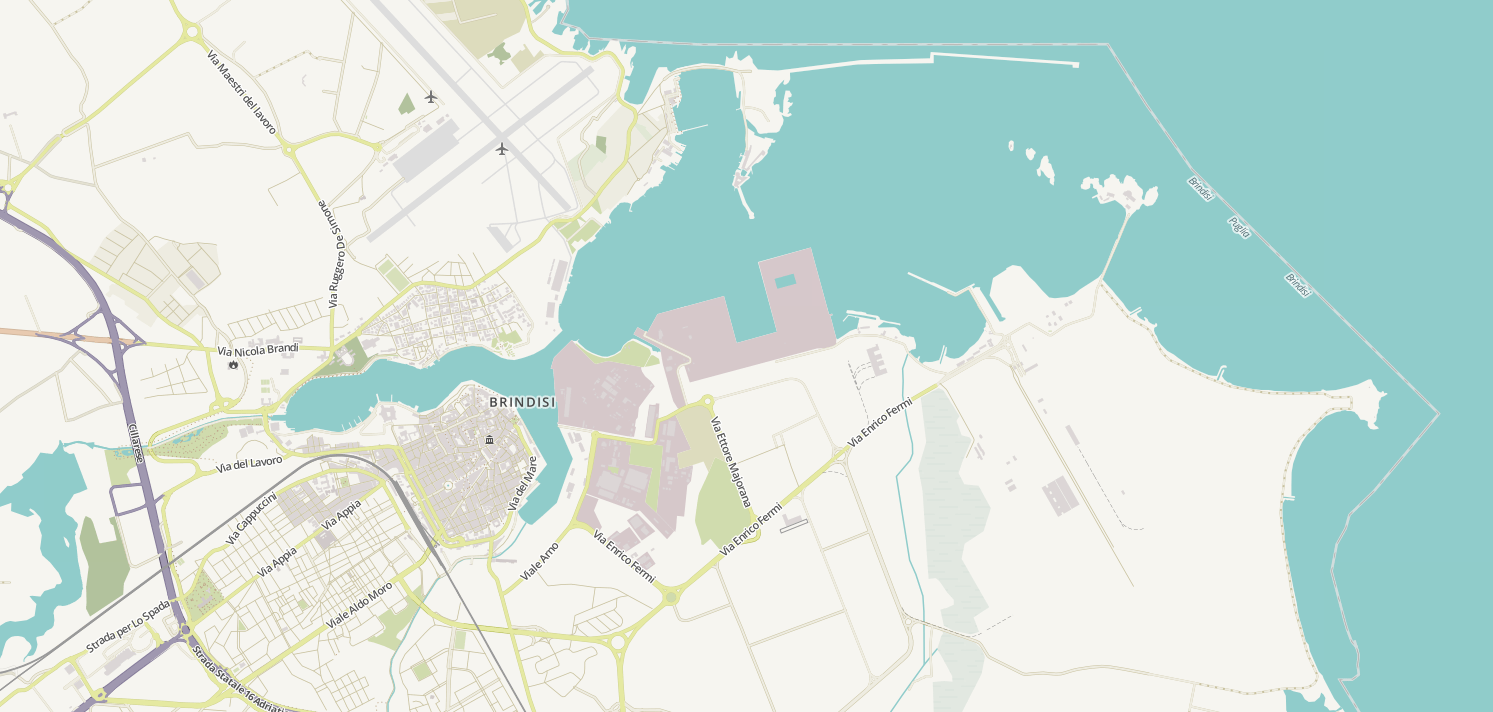
Mapa de Bríndisi, son visibles entre el puerto y el mar Adriático las islas Pedagne.

El término Pedagne quizás provenga del término pedagna, que deriva del latín vulgar pedanĕa(m) (= del pie o relacionado con él), quizás por la forma de las islas de Santa Andrea y de Pedagna Grande, similar a la huella de un pie.

## Las islas

### Sant'Andrea
La más grande del archipiélago, consta antiguamente con el nombre de Bara, está mencionada en época romana por Apiano de Alejandría, César, Plinio el Viejo, Lucano; durante la segunda guerra civil de la República romana (49-45 a. C.) fue utilizada por Lucio Escribonio Libón, consejero de Pompeyo, como base de ataque para dirigir una flota de 50 barcos, pero Marco Antonio lo asedió dejándolo sin agua potable y obligándolo a huir.
En 1059 la isla adoptó el nombre de Sant'Andrea porque el arzobispo de Oria y Brindis Eustachio, que tenía su residencia a Monopolio, la concedió para construir un monasterio en honor al apóstol San Andrés, que en 1062 ya había sido completado y confiado a los benedictinos; en1579, sin embargo, el monasterio ya había caído en la ruina. Los pocos restos de la abadía están conservados todavía en el Museo Arqueológico Provincial "F. Ribezzo" de Bríndisi.Los Normandos construyeron la primera fortificación para la defensa de la ciudad y, a continuación Carlos de Anjou construyó una torre cilíndrica, que posteriormente supondría la base para la edificación del actualmente Castillo Alfonsino, de construcción aragonesa, mandado construir por Fernando II de Nápoles, hijo de Alfonso, duque de Calabria en1481.Ya en el 1484 la fortaleza fue atacada por los Venecianos, liderados por el general Francesco Marcello que, después de haber tratado de conquistar la ciudad por tierra, trató de conquistarla por mar; así pues se replegó y logró ocupar Gallipoli después de una dura batalla; Felipe II, hijo de Carlos V, decidió la fortifcación de la isla y en 1558 emprendió la construcción del Fuerte de la Isla, o Fuerte del Mar, para defender la ciudad de posibles ataques enemigos. La construcción duró 46 años, sin interrupciones.En 1934 se construyó la batería "Carlos Pisacane".

### Pedagna Grande
Es la segunda isla del archipiélago en dimensión. Sobre la isla se encuentra la batería militar "<i>Fratelli Bandiera</i>", construida en 1916; todavía se utiliza como zona de adiestramiento y base operativa de la  Brigada Marina "San Marco" y es, así pues, zona militar.
La superficie es de 8,63 hectáreas

### Giorgio Treviso
Es plana y tiene poca vegetación, se encuentra entre las islas Pedagna Grande y La Chiesa. La isla es zona militar.La superficie es de 2.270 metros cuadrados.

### La Chiesa
También es plana y tiene poca vegetación. Sobre la isla se encuentra la Grotta dell'Eremita , con frescos que quizás representan la Natividad y que ahora se encuentran fuertemente degradados; también hubo alguna vez también un refugio y una cisterna para la recogida del agua de lluvia. El asentamiento estaba conectado con el monasterio de la isla de Sant'Andrea, construido en el bajo medievo. La superficie es de 1,29 hectáreas.

### Traversa

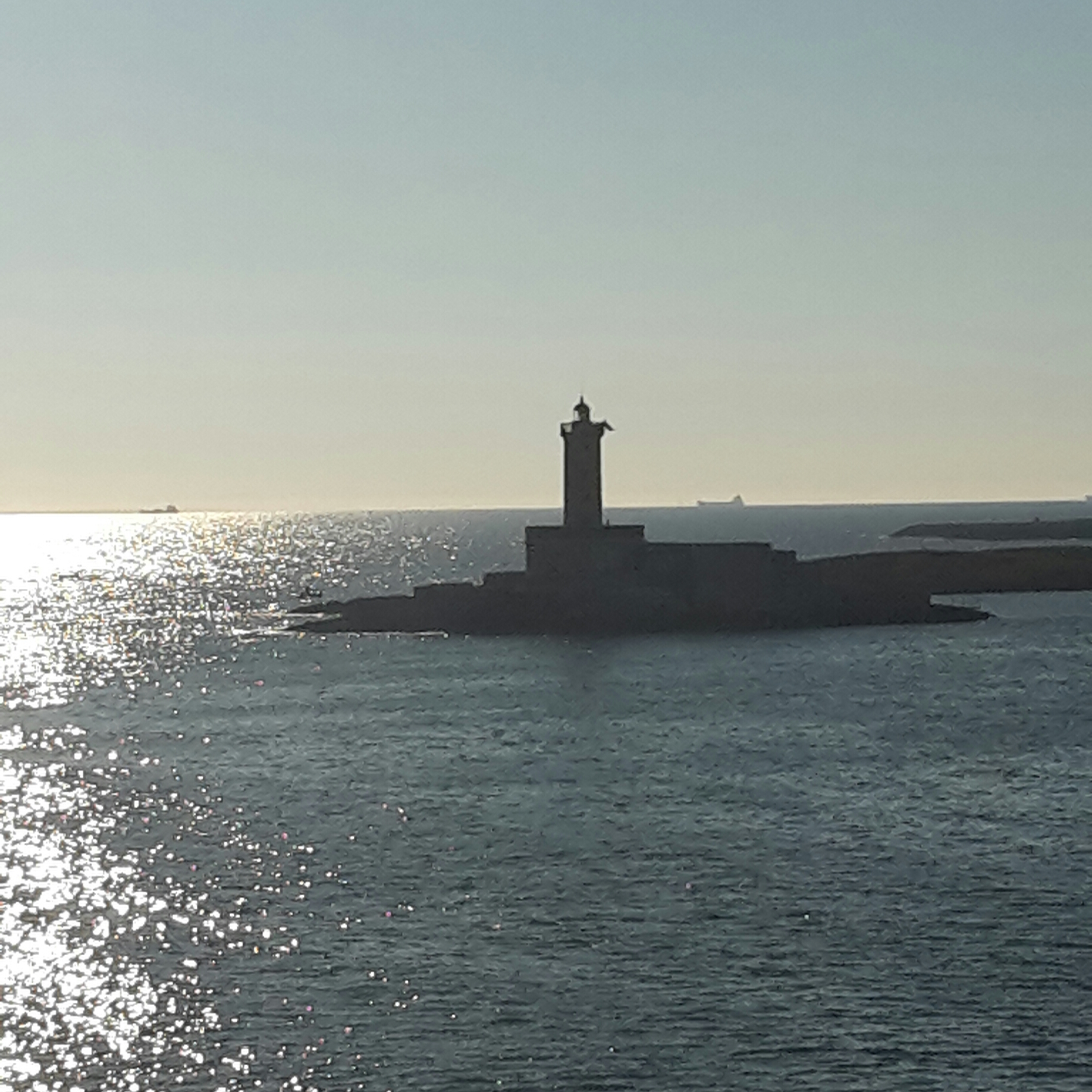
Faro sobre la isla de Traversa

La isla es la segunda más pequeña del archipiélago y está ocupada por un faro, construido en 1834 sobre un basamento circular construido en 1859, en funcionamiento desde el 1 de febrero de 1861. El faro costó 75.222 liras y es visible a 13 millas de distancia. La superficie es de 3.850 metros cuadrados.

### Monacello
Es la más pequeña del archipiélago y no tiene vegetación, siendo sólo un pequeño escollo sobresaliente entre La Chiesa y Traversa. La superficie es de 600 metros cuadrados.

## Restos arqueológicos
En las  inmediacioens de las islas han sido encontrados, a 50 metros de la costa, un ancla romana, cuatro anclas líticas, un ánfora de tipo Dressel y ánforas frumentarias del siglo I a. C. al siglo III d. C.

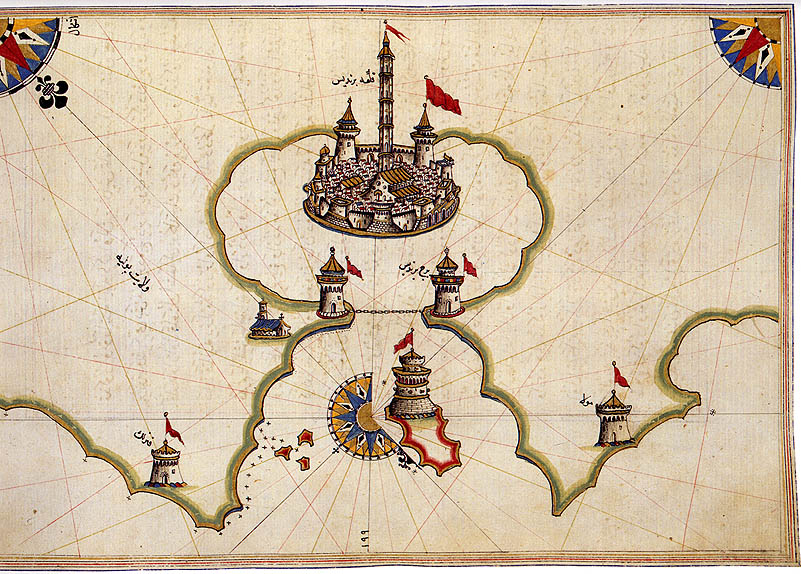
Mapa de Bríndisi en el siglo XVI por el almirante turco Piri Reìs, a la entrada del puerto son visibles las islas Pedagne.